# ФН ФАЛ
ФН ФАЛ (FN FAL) (фр. Fusil Automatique Léger), у Србији позната као „Фаловка" је белгијска аутоматска пушка калибра 7.62x51mm, развијена након Другог светског рата и уведена у наоружање 1954. године. Конструисао ју је познати конструктор Диудон Сев. Пушку ФН ФАЛ је у наоружање усвојило око 90 земаља широм света.
Коришћена је у многим ратовима против комуниста и других терориста па је стекла надимак „Десна рука слободног света".

## Развој
Развој пушке ФН ФАЛ почео је одмах након завршетка Другог светског рата и први прототип је направљен 1946. године у калибру 7.92x33mm, исти калибар који су Немци користили на Штурмгевер 44. На челу конструкторског тима се налазио Диудон Сев, човек који је направио и пиштољ Браунинг ХП, а који је у исто време радио и на пројекту развоја пушке за пушчани метак пуне снаге из којег ће настати полуатоматска пушка ФН 49. То је и један од разлога што су пушке механички прилично сличне. На захтев Велике Британије ФН је развио прототип у калибру „.280 British”, а касније и Белгија усваја исти калибар. За потребе тестирања британске војске произведен је булпап прототип у калибру „.280 British”.
Године 1950. је пушка приказана у САД заједно са британском ЕМ-2 и на захтев Американаца развијен је модел у калибру 7.62x51. Исте године Британци усвајају ЕМ-2 као пушку која ће наследити Ли Енфилд, али наредна влада 1952. поништава ту одлуку и усваја 7.62x51 као калибар који ће бити универзалан код свих НАТО чланица. Под утицајем САД и остале земље усвајају 7.62x51 а ФН прекида са развојем пушке у осталим калибрима. То је уједно и највећи недостатак пушке, јер је развијана за метак мање снаге, док се 7.62x51 показао као сувише јак нарочито код аутоматске паљбе.
У конструкционом погледу, гасни систем је врло сличан совјетском СВТ-40 док је брављење врло слично СКС-у или француском МАС-49. Интересантан је регулатор гасова који омогућава подешавање зависно од услова кориштења и муниције. Постоје два основна типа сандука: метрички и у инчима. Метрички су далеко чешћи и разлика је у дизајну оквира за муницију. Инч сандуци су коришћени код британске, канадске, аустралијске и малезијске верзије ФАЛ и оквири се разликују по дебљем предњем усаднику. Пушке са инч сандуцима могу да користе и метричке оквире. Стандардни капацитет оквира је 20 метака док се ређе налазе оквири од 30 метака или добоши од 50 метака. Стандард земаља Комонвелта је био 8 оквира, иако су у пракси војници често носили само четири због тежине муниције. Фаловке из Комонвелта су најчешће имале искључиво полуаутоматски режим паљбе а Канађани су развили пушкомитраљез са тежом цеви, који се није показао као успешан дизајн и убрзо је напуштен.
Преко 90 земаља је увело пушку ФН ФАЛ у наоружање док се у Западној Немачкој задржала јако кратко због одбијања ФН-а да дозволи лиценцну производњу у Немачкој. Немци су већ крајем 1950-их прешли на Хеклер и Кох Г3.
Занимљиво је да су САД одустале од увођења у наоружање пушке ФН ФАЛ упркос томе што су нови метак 7.62x51mm буквално наметнуле својим савезницима. Америчка војска је и даље користила пушку М1 Гаранд, а од 1959. уводе у наоружање М14 која се пак није дуго задржала и током 1960-их је замењена пушком М16.

## Верзије
Пушке ФН ФАЛ су се производиле у бројним земљама и у различитим варијантама.

### FN Herstal
- LAR 50.41 & 50.42 - верзија пушкомитраљеза са ојачаном цеви.
- FAL 50.61 - стандардна пушка са фиксираним или преклопним кундаком, цев дужине 533mm (21.0 in).
- FAL 50.62 - падобранска са преклопним кундаком, са краћом цеви 458mm (18.0 in).
- FAL 50.63 - падобрански карабин, цев дужине 433mm (17.16 in).
- FAL 50.64 - стандардна верзија са преклопним кундаком и алуминијумским затварачем, ручица за репетирање је склапајућа по угледу на британску L1A1.
- FN Universal Carbine (1947) -рани прототип у калибру 7.92x33mm Kurz.
- FAL .280 Experimental Automatic Carbine, Long Model (1951) - Експериментална верзија у калибру .280 British (7.2x43mm).
- FAL .280 Experimental Automatic Carbine, Short Model (1951) - Булпап верзија пушке у калибру .280 British (7.2x43mm).

### Комонвелт
- SLR L1A1 - стандардна војничка пушка, дужина цеви 554mm (21.7 in). Коришћена од стране УК, Аустралије и Индије. Само у УК произведено 1,15 милиона комада.
- L2A1 - пушкомитраљез за подршку пешадије на нивоу вода.
- C1A1 - Канадска верзија идентична британској, са једином разликом што се муниција може убацивати и одозго преко затварача.
- C2A1 - Канадска верзија пушкомитраљеза за подршку пешадије.

### Немачка
- G1 - Верзија средином 1950-их развијена за Немачку пограничну стражу. Из Белгије купљено 100.000 комада, а потом продате Турској. У Грчкој се током 1960-их и 1970-их производила идентична варијанта.

### Аустрија
- Sturmgewehr 58 - Аустријска верзија стандардне дужине, са хладнокованом цеви која се сматра најквалитетнијом од свих верзија. Аустријска верзија нема могућност постављања бајонета. Производила се у фирми „Steyr-Daimler-Puch”.

### Јужна Африка
- R1 - Јужноафричка верзија слична бразилској и аргентинској, доста краћа и компактнија од британске верзије. Коришћена је у колонијалним ратовима и тренутно је једна од најраспрострањенијих верзија на америчком цивилном тржишту.

### DSA FAL (DSA-58)
Америчка фирма DSA (David Selveggio Arms) производи копије пушке ФН ФАЛ на машинама откупљеним од аустријског „Steyr-Daimler-Puch”.
- DSA-58 OSW (Operational Specialist Weapon) - јуришни карабин по угледу на падобрански модел. Поседује преклопни падобрански кундак, дужина цеви може бити 290mm (11 in) или 330mm (13 in).
- DSA-58 CTC (Compact Tactical Carbine) - карабинска верзија, дужина цеви 413mm (16.25 in). Укупне дужине 927mm (36.5 in) и тежине 3.74 kg (8.25 Ibs).

## Корисници
- Белгија
- Аргентина
- Аустралија
- Аустрија
- Бразил
- Венецуела
- Грчка
- Турска
- Холандија
- Уједињено Краљевство
- Канада
- Кувајт
- Индија
- Израел
- Западна Немачка
- Тајланд
- Јужна Африка
- Родезија